# (4578) Kurashiki
(4578) Kurashiki est un astéroïde de la ceinture principale.

## Description
(4578) Kurashiki est un astéroïde de la ceinture principale. Il fut découvert le 7 décembre 1988 à Geisei par Tsutomu Seki. Il présente une orbite caractérisée par un demi-grand axe de 2,72 UA, une excentricité de 0,24 et une inclinaison de 5,3° par rapport à l'écliptique.

## Compléments